# ありがた山

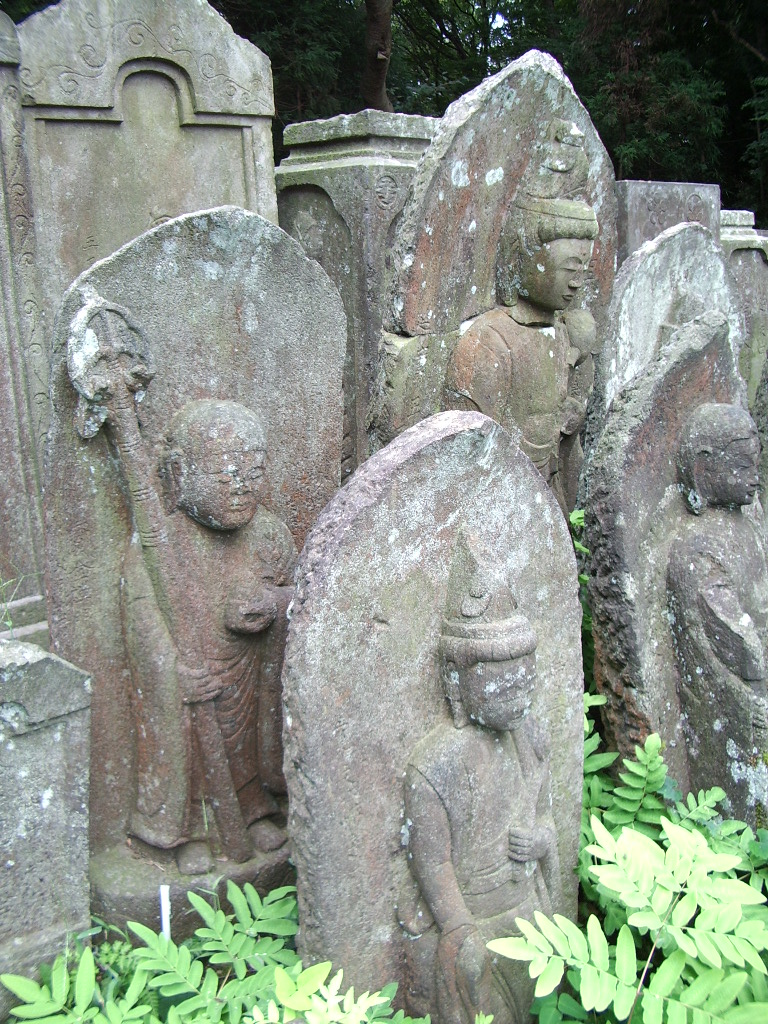
ありがた山の石仏群

ありがた山（ありがたやま）とは、東京都稲城市矢野口の通称「南山」に存在する石仏群地帯の通称である。「ありがた山石仏群」とも呼ばれる。『滅びゆく武蔵野』第二集では「有難山の無縁仏群」と紹介している。

## 由来
1940年から1943年にかけて、駒込地区に野積み・放置されていた無縁仏等を、道義的および宗教的理由によりここに集めて供養した。この移動作業を行ったのは「日徳海」と称する団体であり、現在もありがた山石仏群の奥にある仏舎利塔の奥に日徳海の施設が存在している。
臨済宗建長寺派に属する妙覚寺の先々代および先代の住職の厚意により、墓地の一部に長期にわたる無縁仏の墓石および納骨施設を設け墓地としての利用を認められており、日徳海の各施設は自らの所有する隣接地に配置されている。したがって両者は無関係とは言えない相互関係によりお互いが協力してこの山を護っている。
その特異なロケーションから特撮ヒーロー番組の撮影場所としても有名。京王よみうりランド駅のすぐそばであり、当時の東映生田スタジオ、東宝ビルト、円谷プロダクションからも比較的近かったため、1970年代を中心に怪奇もの、夏の怪談もの、時代劇もの等でよく利用された。

## 墓石
- 五島盛徳 - 最後の福江藩主：吉祥寺より移動
- 横田溝口家 - 新発田藩分家：同寺より
- 旗本松前家 - 松前藩分家：同寺より
- 堀利庸 - 外国奉行の堀利煕の曽祖父：源覚寺より
- 大坂の陣で討死した丸岡藩主本多成重の家来の供養碑 - 小石川の無量院（廃寺）より
- 幕府医官野間氏
- 住田彦太郎 - 歌舞伎の囃子方。幕臣出身。
- 海軍少将の四元賢助 - 鹿児島県士族。志賀淑雄の父。海軍兵学校教官。山本五十六や豊田副武は教え子。

等

## 開発事業による消滅か、一部保全か
2024年現在、ありがた山が存在する南山地区は、スカイテラス南山による宅地開発事業が行われており、ありがた山も「稲城南山東部地区」土地区画整理事業の対象地域に含まれている。ありがた山の南側斜面は多摩都市計画道路3・4・12号読売ランド線（東京都道124号稲城読売ランド前停車場線）及びTOKYO GIANTS TOWNの用地として造成されているが、墓石群のある一帯は「宗教施設用地」に、隣接地は緑地および公園用地（根方谷戸公園）として都市計画決定されている。